# Kasteel Helmond
Het Kasteel Helmond is een vierkante middeleeuwse waterburcht in het centrum van de stad Helmond, in de Nederlandse provincie Noord-Brabant. 

## Geschiedenis
Met de bouw van de huidige burcht werd omstreeks 1325 begonnen. Deze diende ter vervanging van een ouder kasteel (bekend als het 't Oude Huys), dat enkele honderden meters ten westen van het huidige kasteel stond, en waarvan opgravingen in 1981 fundamenten van een stenen donjon en voorwerpen aan het licht hebben gebracht.
In de twaalfde eeuw maakte het gebied rond Helmond deel uit van de bezittingen van de van Hornes. Het huidige kasteel was in eerste instantie eigendom van de familie van Berlaer. In 1433 werd deze familie opgevolgd door de familie van Cortenbach. In 1683 ging het kasteel door huwelijk over in handen van de familie Arberg. De muntmeester Carel Frederik Wesselman kocht de heerlijkheid met het Kasteel Helmond in 1781.
In 1549 heeft er een felle brand in het kasteel gewoed, waarbij vooral de westvleugel en de daken van het gebouw schade hebben opgelopen. Een volledige verwoesting heeft zeker niet plaatsgevonden. Hiervoor heeft men bij latere verbouwingen in de 20e eeuw aanwijzingen gevonden.
In 1921 werd het eigendomsrecht van het kasteel door de weduwe van de laatste kasteelheer Carel Frederik Wesselman van Helmond, Jonkvrouw Anna Maria de Jonge van Zwijnsbergen en haar beide dochters, overgedragen aan de gemeente Helmond op voorwaarde dat het kasteel slechts ten behoeve van de gemeenteadministratie of voor ander openbaar nut zou worden bestemd. Vanaf 1923 werd het kasteel, na een grondige verbouwing, als raadhuis in gebruik genomen. De ruimte werd te klein in de jaren 70 van de vorige eeuw. Een nieuw gemeentehuis werd in gebruik genomen. Van de gemeentefuncties bleven 2 trouwzalen en de raadzaal in gebruik. In 2001 verhuisde de raadzaal naar een nieuwe locatie in het nabijgelegen Boscotondo. In het kasteel is sinds 1982 Museum Helmond gevestigd. Het kasteel wordt verder gebruikt als trouwlocatie.

## Bouwgeschiedenis van het kasteel

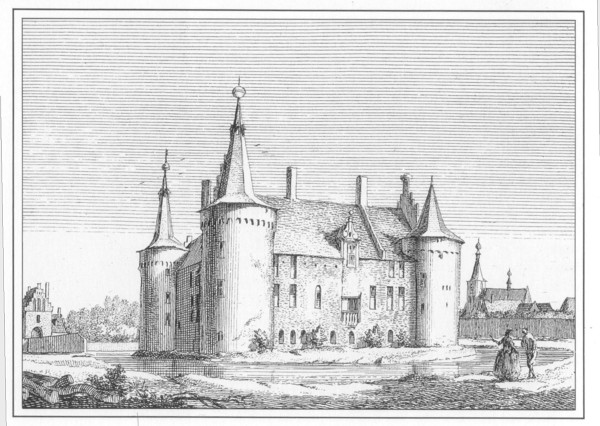
17e-eeuwse prent van Kasteel Helmond

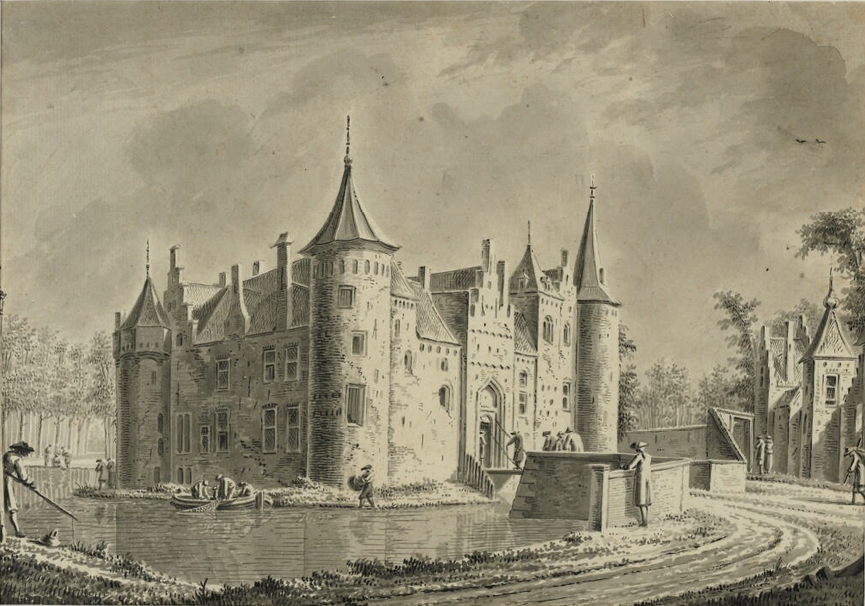
Gezicht op Kasteel Helmond, door Dirk Verrijk (2e helft 18e eeuw)

Het huidige kasteel werd uitgevoerd als een vierkante waterburcht met een ronde toren op elk hoekpunt en geen centrale woontoren of donjon, qua grondplan sterk gelijkend op soortgelijke burchten als Het Muiderslot (Muiden), Kasteel Radboud (Medemblik) of Kasteel Ammersoyen. Deze vierkante kastelen bleken een stuk beter te kunnen worden verdedigd dan oudere ronde kastelen. Het grondplan van het kasteel meet ongeveer 35 X 35 meter. De middellijn van de hoektorens is ongeveer 8 meter. De ingang is aan de noordzijde via een poortgebouw dat bijna een geheel is met de naastgelegen bebouwing.
Het kasteel was vroeger voorzien van een dubbele ring van grachten, enkel de gracht om het gebouw zelf is nog over. Het kasteel omvatte ook enkele bijgebouwen en toegangspoorten. Deze hebben op twee vierkante torens en één toegangspoort na, moeten wijken voor de bouw van de Kasteel-Traverse (luchtbrug oversteek dwars door het centrum van Helmond). Het gebouw werd in de loop van de eeuwen enkele malen aangepast aan het dan geldende gebruik. Tijdens de grote verbouwing in 1923 werd er een gangenstelsel gebouwd vóór de oorspronkelijke kamers. De keldergewelven zijn nagenoeg authentiek gebleven. Van het oorspronkelijke interieur is bijna niets meer over. Op de zogenaamde bel-etage zijn nog enkele authentieke schouwen te zien.

## Kastelen in Helmond
In beginsel zijn er in Helmond twee kastelen geweest. 't Oude Huys is het eerste, daarna kwam de huidige waterburcht. Recentelijk is door historisch onderzoek in de archieven van Helmond naar voren gekomen dat naast 't Oude Huys een tweede burcht in Helmond heeft gestaan, vermoedelijk gebouwd voor de 12e eeuw. De mogelijke bouwer van dit eerste kasteel kan ene Hezelo van Helmond geweest zijn.